# Магнолія Кобус (3 екз.)
Магно́лія Ко́бус (3 екз.) — ботанічна пам'ятка природи місцевого значення в Україні. Розташована в межах міста Львова, на вулиці Рудницького, 25. 
Площа 0,08 га. Статус надано 1984 року. Перебуває у віданні міськжитлоуправління. 
Статус надано з метою збереження кількох екземплярів магнолії Кобус (Magnolia kobus), ендеміка Далекого Сходу.

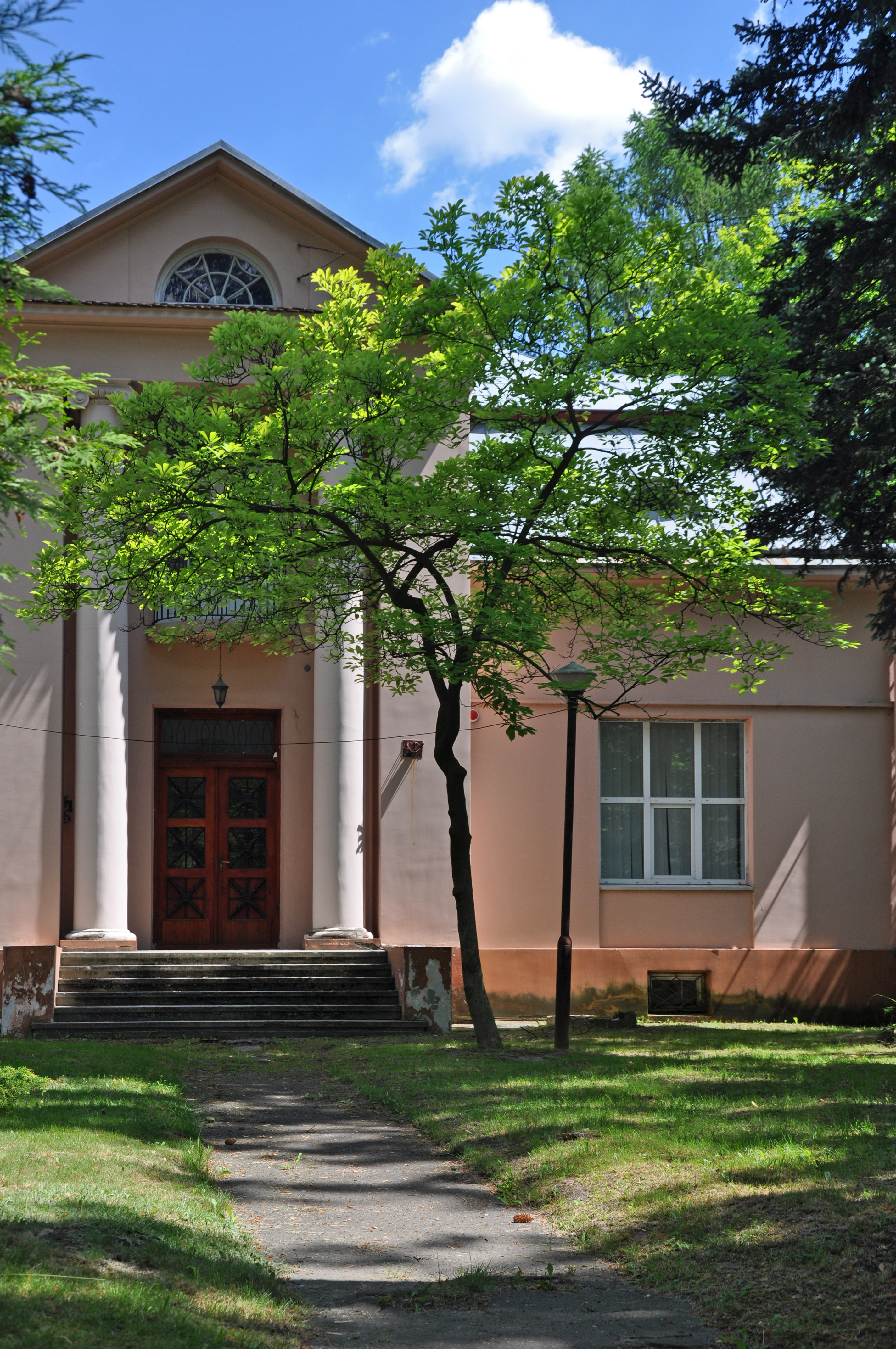